# Chiesa di Santa Maria Maddalena (Torrenieri)
La chiesa di Santa Maria Maddalena è un edificio sacro che si trova a Torrenieri, nel comune di Montalcino, in provincia di Siena, sede dell'omonima parrocchia appartenente all'arcidiocesi di Siena-Colle di Val d'Elsa-Montalcino.

## Storia e descrizione
La chiesa, di proprietà dell'abbazia di Sant'Antimo dal 1216 per volere di papa Onorio III, venne rimaneggiata nei secoli XVI e XVII; nel XIX secolo, con un radicale intervento di restauro, vennero rimosse molte sovrastrutture (tra le quali il pulpito, gli altari della navata e la cantoria) e la chiesa assunse l'attuale aspetto.
L'edificio, preceduto da una breve scalinata, è caratterizzato dalla facciata, in mattoncini, e dalla torre campanaria costruita nell'Ottocento su progetto di Primo Giusti e terminante con una cuspide piramidale. La chiesa presenta una pianta a croce latina, con un'unica navata con soffitto a capriate, divisa in campate da arcate trasversali. All'interno di ciascun braccio del transetto, si trova un altare barocco in stucco dipinto a finto marmo: quello di destra è dedicato al Sacro Cuore di Gesù e quello di sinistra alla Madonna di Sant'Antimo; su quest'ultimo è collocata la Madonna col Bambino in trono, scultura lignea dipinta, di Domenico di Niccolò dei Cori, databile tra il secondo e terzo decennio del XV secolo. Dietro l'altare maggiore, nell'abside, vi è l'organo a canne Pinchi opus 359, costruito nel 1982; è a trasmissione meccanica e dispone di 12 registri su due tastiere e pedaliera.
Annesso alla chiesa, vi è il cinquecentesco oratorio della Compagnia di San Rocco, dal quale proviene il dipinto con la Madonna del Rosario e Santi del primo quarto del XVII secolo, situato lungo la parete di sinistra della navata.

## Galleria d'immagini

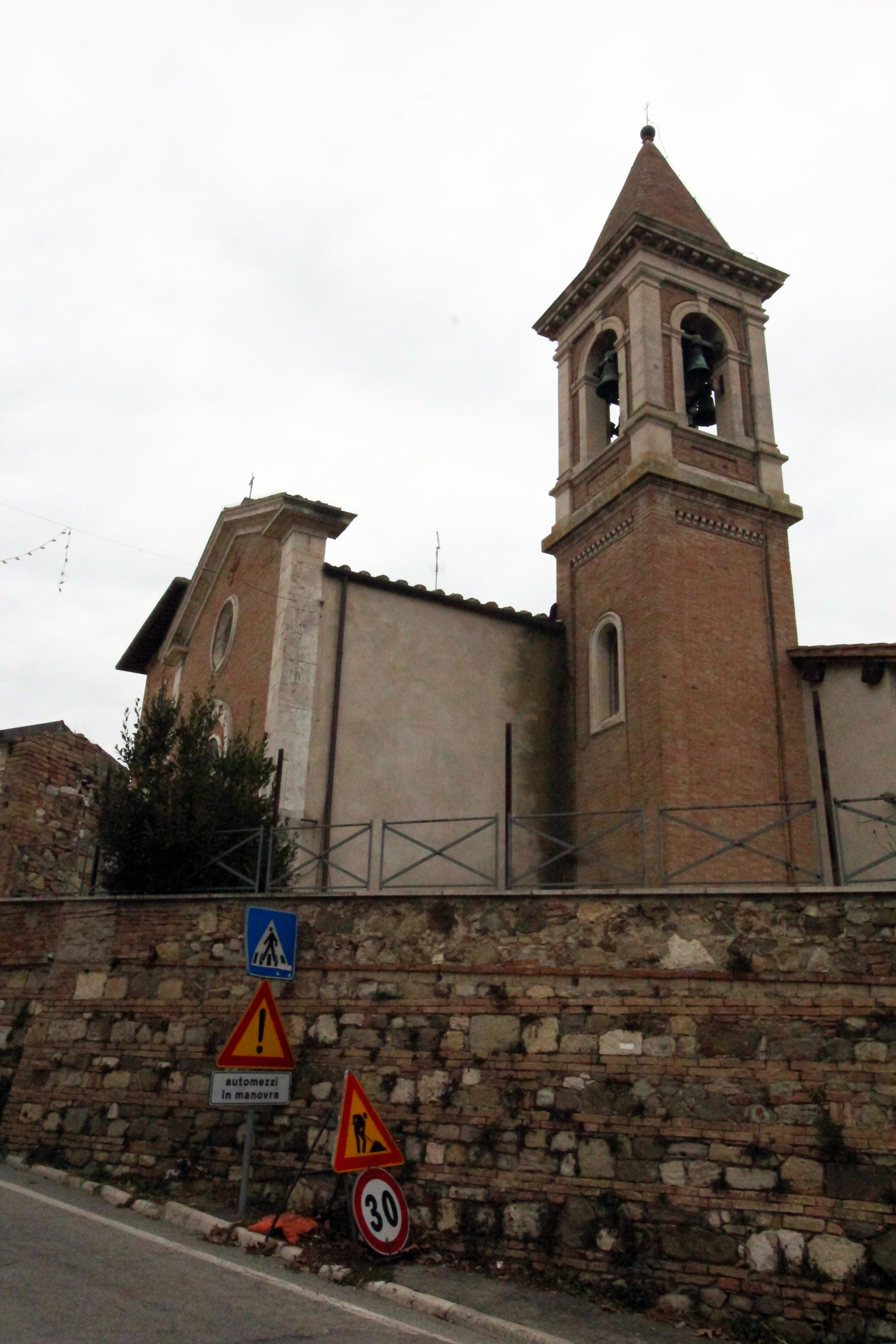
Campanile
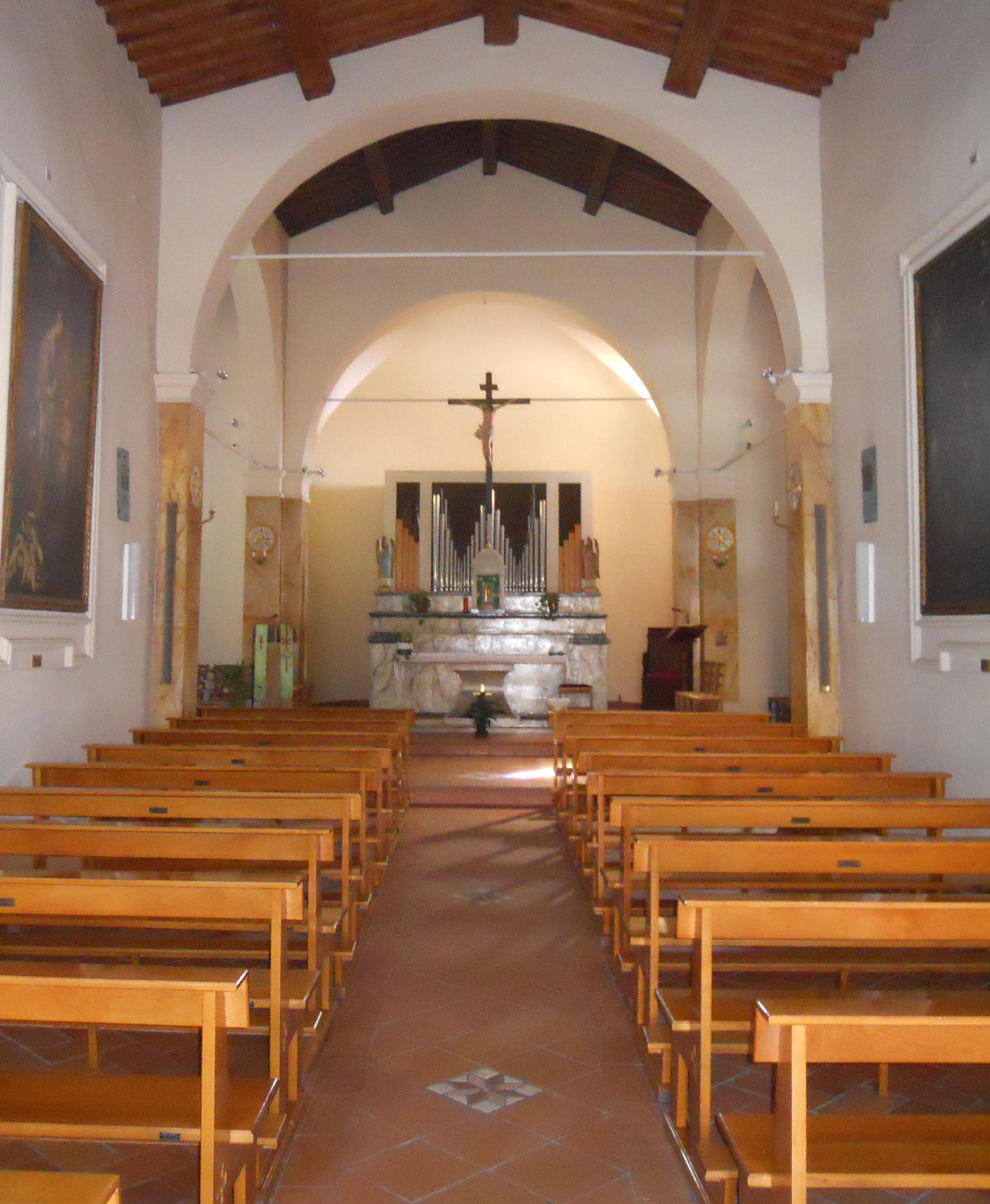
Interno
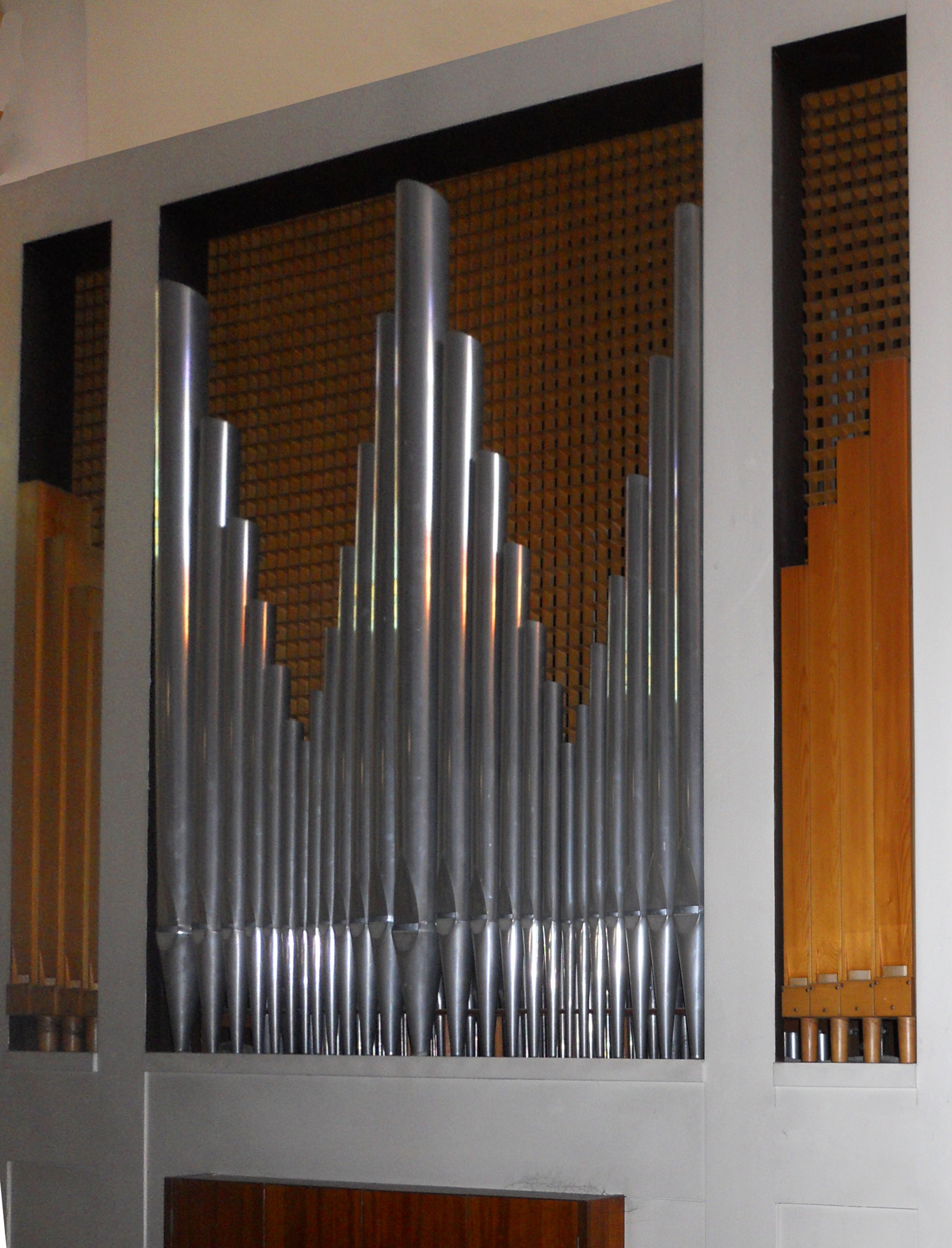
Organo a canne
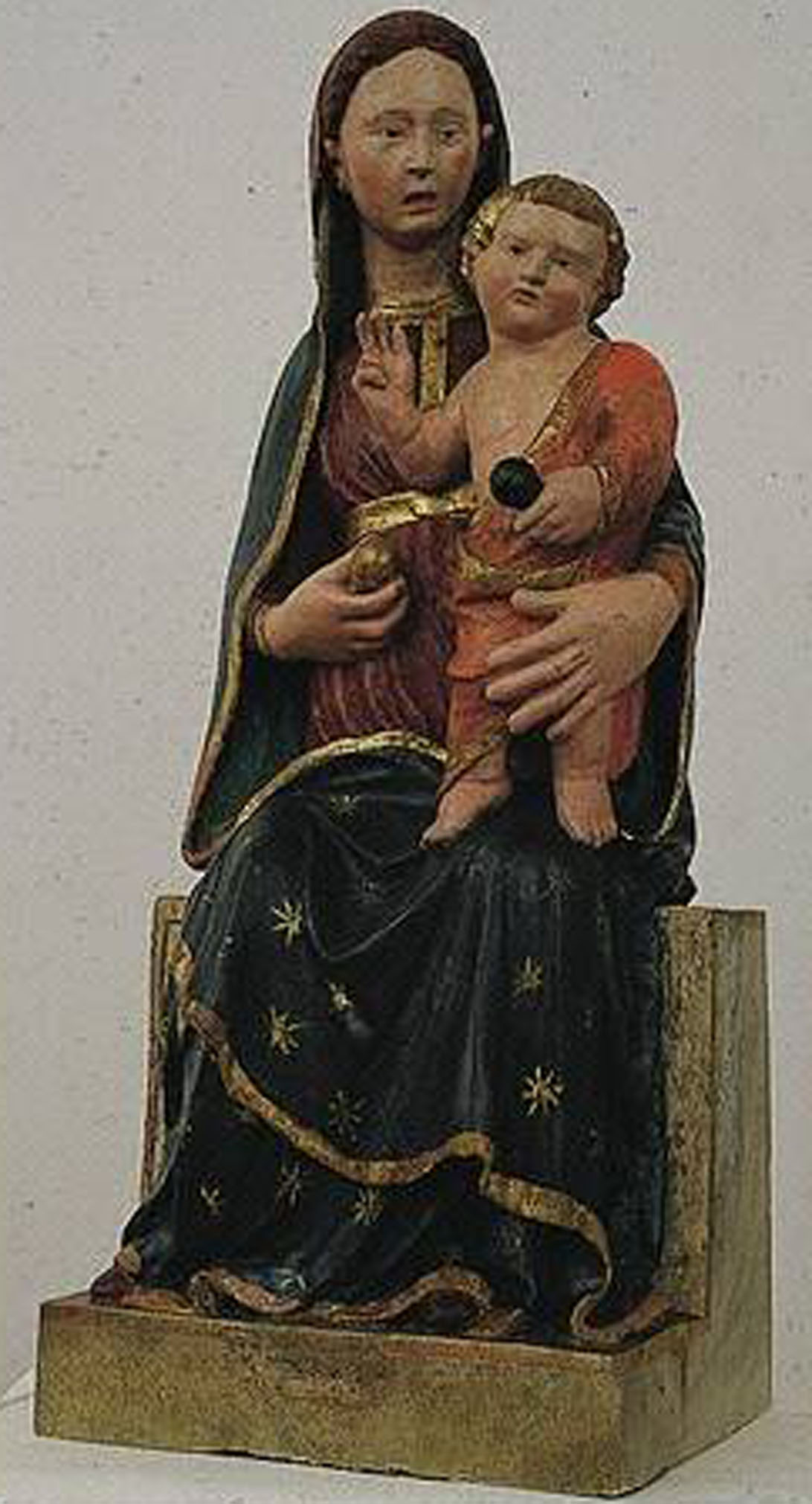
Domenico di Niccolò dei Cori, Madonna in Trono con Bambino